# Daphnandra apatela
Espèce
Statut de conservation UICN

 LC  : Préoccupation mineure
Daphnandra apatela est une espèce de la famille des Atherospermataceae. Cette espèce est également dénommée socketwood, light yellowwood ou canary socketwood. C'est un arbre commun de la forêt tropicale dans l’est de l’Australie. Il pousse dans les sols alluviaux et les sols basaltiques les plus fertiles. Distribué depuis les Watagan Mountains en Nouvelle-Galles du Sud jusqu’à Miriam Vale près de Gladstone dans le Queensland.

## Dénomination
Daphnandra apatela est un membre de l’ancienne famille des Atherospermataceae, les sassafras du sud. Il était autrefois considéré comme Daphnandra micrantha, le socketwood australien ; cependant, il a été reconnu comme une espèce distincte, publié par Richard Schodde. Le nom générique Daphnandra fait référence à une similitude des anthères de Laurus nobilis : le grec daphné fait référence au laurier baie, et andros homme. Le nom de l’espèce apatela vient du grec tromper, en raison de sa similitude avec Daphnandra micrantha. Une caractéristique où les plus gros rameaux rencontrent le tronc principal ressemble à un joint à rotule, d’où le nom commun de socketwood (bois de douille). Le socketwood des Canaries ou le bois jaune clair fait référence à la couleur du bois.

## Description
Daphnandra apatela est un arbre de taille moyenne à grande, dépassant parfois 30 mètres de haut avec un tronc d’un diamètre allant jusqu’à 75 cm. Les branches horizontales forment une couronne dense. La base de la tige est parfois bridée, mais non renforcée. L’écorce est grise et un peu rugueuse, avec des bosses liégeuses en relief. L’écorce contient des alcaloïdes qui ont un effet similaire à celui de la strychnine, bien que plus doux. Les petites branches sont couvertes de poils duveteux, aplatis lors de la jonction avec les branches principales. Un joint de type à rotule se produit là où de plus gros rameaux rejoignent la tige principale.

### Feuilles
Les feuilles comportent environ 20 dents de chaque côté et sont opposées sur la tige. La base de la feuille n’est pas dentée. Les feuilles mesurent de 3 à 8 cm de long, de 1,5 à 4 m de large. La nervure médiane est surélevée ou aplatie sur la surface supérieure et surélevée en dessous. La nervation foliaire est plus évidente sous la feuille. Deux à sept nervures latérales s’étendent de chaque côté de la nervure médiane. La tige de la feuille de couleur verte mesure de 3 à 8 mm de long. 

### Fleurs et fruits
Les fleurs apparaissent de septembre à octobre, étant blanches en petites panicules. Elles ont un diamètre de 8 mm sur de courtes tiges. Le fruit est une capsule recouverte de fins poils bruns, en forme d’œuf, ronde ou parfois asymétrique, et de 12 à 25 mm de long. Les fruits mûrissent de décembre à février, ou jusqu’en mai. La régénération à partir de graines fraîches donne un taux de réussite de 10 % après 24 jours.

## Répartition
Ce taxon se rencontre dans le pays suivant : Australie.

## Systématique
Le nom correct complet (avec auteur) de ce taxon est Daphnandra apatela Schodde.